# Драгутин Циоти
Драгутин Циоти (Сушак, 19. октобар 1905 — Ријека, 17. март 1974) био је југословенски гимнастичар.

## Спортска каријера
Отац му је био учитељ Ђузепе Циоти, италијанског порекла, а мајка Албина Циоти (девојачко Блечић). Био је седмо од десеторо деце.
Био је велики љубитељ гимнастике и тренирао је у спортском друштву „Сокола“. Наступао је за Краљевину Југославију. Успео је да уђе у државну репрезентацију у време када је била једна од три најјачих на свету. Био је члан Соколског друштва Сушак-Ријека.
Године 1928. на Олимпијским играма у Амстердаму освојио је бронзану медаљу у екипној конкуренцији у саставу југословенске репрезентације : Леон Штукељ, Јосип Приможич, Антон Малеј, Јанез Порента, Едвард Антонијевич, Стане Дерганц и Борис Грегорка.
После спортске каријере радио је у предузећима који су се бавили у оквиру дрвне индустрије: „Југодрво”, „Трансјуг” и „Експортдрво”. Преминуо је 17. марта 1974. године у Ријеци.